# Volley-ball aux Jeux olympiques d'été de 1968
Navigation
Tokyo 1964 Munich 1972
Cette page présente les résultats des compétitions masculine et féminine de volley-ball des Jeux olympiques de Mexico de 1968.

## Podiums
| Épreuves             | Or | Argent | Bronze |
| -------------------- | --- | --- | --- |
| Volley-ball masculin | URSS Eduard Sibirïakov Iouri Poïarkov Georgi Mondzolevski Valeri Kravtchenko Volodimir Bielïaiev Ievgeni Lapinski Ivan Bougaenkov Oleg Antropov Vasilius Matouchevas Viktor Mikhaltchouk Boris Terechtchouk Vladimir Ivanov                              | Japon Masayuki Minami Katsutoshi Nekoda Mamoru Shiragami Isao Koizumi Kenji Kimura Yasuaki Mitsumori Naohiro Ikeda Jungo Morita Tadayoshi Yokota Seiji Oko Tetsuo Satō Kenji Shimaoka | Tchécoslovaquie Bohumil Golián Antonin Prochazka Petr Kop Jiri Svoboda Josef Musil Lubomir Zajisek Josef Smolka Vladimir Petlak Frantisek Sokol Zdenek Groessel Pavel Schenk Drahomir Koudelka                                   |
| Volley-ball féminin  | URSS Lioudmila Bouldakova Lioudmila Mikhaïlovskaïa Tatjana Veinberga Vera Lantratova Vera Galouchka-Douiounova Tatiana Sarytcheva Tatiana Poniaïeva-Tretiakova Nina Smoleïeva Inna Riskal Galina Leontyeva Roza Salikhova Valentina Kameniok-Vinogradova | Japon Setsuko Yoshida Suzue Takayama Toyoko Iwahara Yōko Kasahara Aiko Onozawa Yukiyo Kojima Sachiko Fukunaka Kunie Shishikura Setsuko Inoue Sumie Oinuma Makiko Furukawa Keiko Hama  | Pologne Elżbieta Porzec Zofia Szczęśniewska Wanda Wiecha Barbara Hermela-Niemczyk Krystyna Ostromęcka Krystyna Krupa Jadwiga Książek Józefa Ledwig Krystyna Jakubowska Lidia Chmielnicka Krystyna Czajkowska Halina Aszkiełowicz |

## Compétition masculine
- 13 octobre

|                 |     |                    |                              |  |
| Japon           | 3-0 | Pologne            | 15-9 15-11 15-10             |  |
| Bulgarie        | 3-0 | Mexique            | 15-9 15-4 15-6               |  |
| Tchécoslovaquie | 3-2 | Allemagne de l'Est | 15-12 15-17 14-16 15-11 15-9 |  |
| Belgique        | 3-1 | Brésil             | 15-7 16-14 9-15 15-6         |  |
| États-Unis      | 3-2 | Union soviétique   | 11-15 15-10 10-15 15-10 15-6 |  |

- 16 octobre

|                  |     |                    |                      |  |
| Tchécoslovaquie  | 3-1 | États-Unis         | 15-0 10-15 15-7 15-7 |  |
| Pologne          | 3-1 | Mexique            | 15-10 7-15 15-4 15-3 |  |
| Japon            | 3-0 | Allemagne de l'Est | 15-6 15-8 15-13      |  |
| Bulgarie         | 3-0 | Belgique           | 15-10 15-1 15-5      |  |
| Union soviétique | 3-1 | Brésil             | 11-15 15-2 15-9 15-9 |  |

- 17 octobre

|                    |     |          |                             |  |
| Allemagne de l'Est | 3-0 | Mexique  | 15-3 15-13 15-6             |  |
| Pologne            | 3-0 | Belgique | 15-6 15-5 15-8              |  |
| Tchécoslovaquie    | 3-2 | Japon    | 2-15 3-15 15-12 15-12 15-11 |  |
| Union soviétique   | 3-0 | Bulgarie | 15-10 15-9 15-10            |  |
| États-Unis         | 3-0 | Mexique  | 15-12, 15-7, 15-10          |  |

- 19 octobre

|                    |     |            |                              |  |
| Japon              | 3-0 | Mexique    | 15-1 15-3 15-11              |  |
| Union soviétique   | 3-0 | Pologne    | 15-9 15-10 15-10             |  |
| Allemagne de l'Est | 3-0 | Belgique   | 15-1 15-7 15-7               |  |
| Bulgarie           | 3-2 | États-Unis | 10-15 17-15 7-15 15-7 16-14  |  |
| Tchécoslovaquie    | 3-2 | Brésil     | 15-12 15-10 13-15 13-15 15-9 |  |

- 20 octobre

|                  |     |                    |                             |  |
| Japon            | 3-0 | Belgique           | 15-5 15-5 15-4              |  |
| Tchécoslovaquie  | 3-0 | Mexique            | 15-10 15-8 15-8             |  |
| Union soviétique | 3-2 | Allemagne de l'Est | 10-15 15-9 15-11 12-15 15-5 |  |
| Bulgarie         | 3-0 | Brésil             | 15-8 18-16 15-3             |  |
| Pologne          | 3-0 | États-Unis         | 15-5 15-5 15-8              |  |

- 21 octobre

|                    |     |            |                             |  |
| Belgique           | 3-2 | Mexique    | 15-11 5-15 13-15 18-16 15-2 |  |
| Union soviétique   | 3-1 | Japon      | 4-15 15-13 15-9 15-13       |  |
| Tchécoslovaquie    | 3-2 | Bulgarie   | 15-7 10-15 15-9 4-15 15-7   |  |
| Allemagne de l'Est | 3-0 | États-Unis | 15-8 15-12 15-10            |  |
| Pologne            | 3-0 | Brésil     | 15-12 15-4 15-7             |  |

- 23 octobre

|                    |     |            |                        |  |
| Pologne            | 3-0 | Bulgarie   | 15-3 15-5 15-10        |  |
| Japon              | 3-0 | États-Unis | 15-5 15-8 15-11        |  |
| Tchécoslovaquie    | 3-0 | Belgique   | 15-0 15-4 15-12        |  |
| Union soviétique   | 3-1 | Mexique    | 15-5 15-8 11-15 15-5   |  |
| Allemagne de l'Est | 3-1 | Brésil     | 15-13 15-7 14-16 15-12 |  |

- 24 octobre

|                    |     |                 |                             |  |
| Japon              | 3-0 | Brésil          | 15-8 15-11 15-12            |  |
| États-Unis         | 3-1 | Mexique         | 14-16 15-10 15-9 15-11      |  |
| Union soviétique   | 3-0 | Belgique        | 15-2 15-3 15-5              |  |
| Allemagne de l'Est | 3-2 | Bulgarie        | 15-11 8-15 15-10 10-15 15-7 |  |
| Pologne            | 3-1 | Tchécoslovaquie | 15-5 15-3 12-15 15-13       |  |

- 25 octobre

|                    |     |                 |                       |  |
| Brésil             | 3-1 | Mexique         | 14-16 15-6 17-15 15-8 |  |
| Allemagne de l'Est | 3-0 | Pologne         | 15-11 15-6 15-6       |  |
| Japon              | 3-0 | Bulgarie        | 15-7 15-6 15-5        |  |
| États-Unis         | 3-0 | Belgique        | 15-4 16-14 15-10      |  |
| Union soviétique   | 3-0 | Tchécoslovaquie | 15-7 15-4 15-8        |  |

Classement final
| Place              | Équipe             | MJ | V | D | SP | SC | Pts | DS  |
| ------------------ | ------------------ | -- | - | - | -- | -- | --- | --- |
| Médaille d'or      | Union soviétique   | 9  | 8 | 1 | 26 | 8  | 16  | +18 |
| Médaille d'argent  | Japon              | 9  | 7 | 2 | 24 | 6  | 14  | +18 |
| Médaille de bronze | Tchécoslovaquie    | 9  | 7 | 2 | 22 | 15 | 14  | +7  |
| 4                  | Allemagne de l'Est | 9  | 6 | 3 | 22 | 12 | 12  | +10 |
| 5                  | Pologne            | 9  | 6 | 3 | 16 | 11 | 12  | +5  |
| 6                  | Bulgarie           | 9  | 4 | 5 | 16 | 17 | 8   | -1  |
| 7                  | États-Unis         | 9  | 4 | 5 | 15 | 18 | 8   | -3  |
| 8                  | Belgique           | 9  | 2 | 7 | 6  | 24 | 4   | -18 |
| 9                  | Brésil             | 9  | 1 | 8 | 8  | 25 | 2   | -17 |
| 10                 | Mexique            | 9  | 0 | 9 | 6  | 27 | 0   | -21 |

## Compétition féminine
- 13 octobre

|                  |     |                 |                               |  |
| Pologne          | 3-2 | Corée du Sud    | 10-15 12-15 15-10 15-12 17-15 |  |
| Japon            | 3-0 | États-Unis      | 15-6 15-2 15-2                |  |
| Union soviétique | 3-1 | Tchécoslovaquie | 8-15 15-7 15-13 15-7          |  |
| Pérou            | 3-2 | Mexique         | 15-17 15-5 10-15 15-2 15-7    |  |

- 14 octobre

|                  |     |              |                       |  |
| Pérou            | 3-0 | Corée du Sud | 15-13 15-6 15-9       |  |
| Tchécoslovaquie  | 3-1 | États-Unis   | 15-8 11-15 15-9 15-11 |  |
| Japon            | 3-0 | Mexique      | 15-7 15-3 15-2        |  |
| Union soviétique | 3-0 | Pologne      | 15-5 15-11 15-4       |  |

- 15 octobre

|                 |     |         |                 |  |
| Tchécoslovaquie | 3-0 | Mexique | 15-8 15-2 16-14 |  |
| Japon           | 3-0 | Pérou   | 15-3 15-11 15-9 |  |

- 16 octobre

|                  |     |              |                 |  |
| Pologne          | 3-0 | États-Unis   | 15-3 15-1 16-14 |  |
| Union soviétique | 3-0 | Corée du Sud | 15-9 15-6 15-2  |  |

- 17 octobre

|                  |     |            |                     |  |
| Corée du Sud     | 3-1 | États-Unis | 15-9 15-3 6-15 15-5 |  |
| Union soviétique | 3-0 | Pérou      | 15-4 15-9 15-9      |  |

- 19 octobre

|         |     |                 |                             |  |
| Japon   | 3-0 | Tchécoslovaquie | 15-8 15-8 15-7              |  |
| Pologne | 3-2 | Mexique         | 15-9 12-15 15-11 11-15 15-4 |  |

- 20 octobre

|                 |     |         |                           |  |
| Japon           | 3-0 | Pologne | 15-5 15-6 15-6            |  |
| Tchécoslovaquie | 3-2 | Pérou   | 7-15 13-15 15-9 15-2 15-3 |  |

- 21 octobre

|                  |     |            |                     |  |
| Union soviétique | 3-1 | États-Unis | 15-1 6-15 15-4 15-6 |  |
| Corée du Sud     | 3-0 | Mexique    | 15-5 15-4 15-6      |  |

- 23 octobre

|                  |     |            |                        |  |
| Union soviétique | 3-0 | Mexique    | 15-6 15-10 15-3        |  |
| Pérou            | 3-1 | États-Unis | 15-11 15-0 14-16 15-12 |  |

- 24 octobre

|         |     |                 |                  |  |
| Pologne | 3-0 | Tchécoslovaquie | 15-13 15-7 15-12 |  |
| Japon   | 3-0 | Corée du Sud    | 15-5 15-5 15-4   |  |

- 25 octobre

|              |     |                 |                      |  |
| Pologne      | 3-1 | Pérou           | 15-9 15-9 9-15 15-11 |  |
| Corée du Sud | 3-1 | Tchécoslovaquie | 15-9 15-9 9-15 15-11 |  |

- 26 octobre

|                  |     |            |                       |  |
| Mexique          | 3-0 | États-Unis | 15-8 15-7 15-4        |  |
| Union soviétique | 3-1 | Japon      | 15-10 16-14 3-15 15-9 |  |

Classement final
| Place              | Équipe           | MJ | V | D | SP | SC | Pts | DS  |
| ------------------ | ---------------- | -- | - | - | -- | -- | --- | --- |
| Médaille d'or      | Union soviétique | 7  | 7 | 0 | 21 | 3  | 14  | +18 |
| Médaille d'argent  | Japon            | 7  | 6 | 1 | 19 | 3  | 12  | +16 |
| Médaille de bronze | Pologne          | 7  | 5 | 2 | 15 | 11 | 10  | +3  |
| 4                  | Pérou            | 7  | 4 | 3 | 12 | 15 | 8   | -3  |
| 5                  | Corée du Sud     | 7  | 3 | 4 | 11 | 14 | 6   | -3  |
| 6                  | Tchécoslovaquie  | 7  | 2 | 5 | 11 | 15 | 4   | -3  |
| 7                  | Mexique          | 7  | 1 | 6 | 7  | 18 | 2   | -11 |
| 8                  | États-Unis       | 7  | 0 | 7 | 4  | 21 | 0   | -17 |